# AOM French Airlines
 (novembre 2013).
 (mars 2013).
Si vous disposez d'ouvrages ou d'articles de référence ou si vous connaissez des sites web de qualité traitant du thème abordé ici, merci de compléter l'article en donnant les références utiles à sa vérifiabilité et en les liant à la section « Notes et références ».
Pour les articles homonymes, voir AOM.
L'avion comme on l'aimait
AOM French Airlines était une compagnie aérienne créée en octobre 1991 à la suite de la fusion des compagnies aériennes Air Outre Mer et Minerve.
En 2001, la compagnie fusionne avec Air Liberté.

## Histoire
Née en octobre 1991 de la fusion d'Air Outre Mer et de Minerve, la compagnie aérienne régulière est basée à Orly. Elle prend le nom commercial de AOM French Airlines, son nom administratif étant AOM-Minerve  S.A.
Initialement, Minerve et Air Outremer devaient se nommer en décembre 1991, « Air Must »,, mais ce nom doit être abandonné à la suite de la plainte de Cartier, créateur des gammes Must. La compagnie s'appellera donc AOM.
Dirigée par un grand professionnel du transport aérien, Marc Rochet, AOM dispose durant son existence d'un réseau long-courrier desservant principalement les DOM-TOM, et aussi de vols intérieurs français ouverts grâce à la déréglementation de 1991.
En effet, Minerve est la première compagnie à concurrencer Air Inter sur les lignes intérieures en ouvrant la ligne Orly-Nice en mai 1991, à la suite de la décision de la Commission européenne d'empêcher le futur « Groupe Air France » (Air France et Air Inter) de se mettre en position de monopole sur le marché intérieur français. Toutefois l'histoire de Minerve est faite de heurts et de restrictions de la part de l'État pour protéger « sa compagnie Air France » (changements d'appareils refusés, refus de décollage en France et donc obligation de transférer ses passagers en train jusqu'à Bruxelles, etc.).
AOM souffre tout au long de son existence d'un manque de moyens, car elle était propriété du CDR, le consortium de réalisation, structure financière chargée de vendre les anciens actifs « pourris » du Crédit lyonnais – aujourd'hui LCL. Le CDR qui n'avait pour mission que de vendre la compagnie, n'y réalise pas d'investissement. AOM reste alors toujours une compagnie « vivotante », principalement du fait d'une concurrence féroce. Elle est par exemple contrainte de déménager (sous la pression d'Air France et des Aéroports De Paris) ses vols depuis l'aérogare d'Orly-Ouest - aérogare remise à neuf pour Air France – vers celle d'Orly-Sud, plus vétuste. AOM résiste en vain par tous les moyens (y compris en peignant sur ses avions « Je veux rester à Orly Ouest ! ») pour la simple raison que le trafic national partait d’Orly Ouest et non d’Orly Sud. Cela revenait à la condamner.
En 2000, elle rejoint Swissair Group et donc l'alliance Qualifier Group en proie à des difficultés. La gestion d'Alexandre Couvelaire, patron d'Euralair (et ami de Jacques Chirac), n'empêcha pas la compagnie de poursuivre son irrésistible déclin.
En mars 2001, à l'initiative de Swissair Group, AOM fusionne ses activités avec Air Liberté et Air Littoral, nouvelles acquisitions tout aussi malheureuses du groupe suisse en déclin. La nouvelle compagnie reprend le nom d'AOM/Air Liberté. Mais elle ne survit que grâce aux financements mensuels de Swissair et en mai 2001, un projet de restructuration entraînant la suppression d’un tiers des emplois est annoncé. En effet, SAirgroup, en proie à des difficultés financières, doit faire face au crash du JFK/GVA (SR111). En juin 2001, la société dépose son bilan et se trouve placée sous surveillance judiciaire pendant trois mois. À l'issue de laquelle deux repreneurs se sont présentés : Marc Rochet et Jean-Charles Corbet, employé dans la compagnie nationale. À l'issue d'un bras de fer entre direction et syndicats et sous la pression du ministre des Transports de l'époque, elle est reprise en juillet 2001 (deux mois avant les attentats du 11 septembre) pour un Euro symbolique par Jean-Charles Corbet, pilote d'Air France qui s'était fait remarquer pour avoir mené une grève des OPL de la compagnie nationale terminée juste avant le début de la Coupe du monde de football 1998. Dans cette opération, Swissair prend l'engagement de verser 1,3 milliard de francs français à partir d’août pour financer une restructuration qui se traduira par la suppression de 1 405 emplois.
En septembre 2001, la société prend le nom d'Air Lib. Mais dès le mois d'octobre, Swissair, elle-même en faillite, annonce l’impossibilité d’effectuer la totalité des versements prévus. Le gouvernement français accorde alors un prêt de 30,5 M€ à l'entreprise. Pourtant, en août 2002, elle est de nouveau au bord du dépôt de bilan, et l'État lui enjoint de mettre en œuvre un nouveau plan de restructuration avant la fin de l'année. Plusieurs projets seront alors proposés ou recherchés (nouvelles réductions d'effectifs, investisseurs, moratoire sur les dettes publiques…) mais aucun n'aboutira et la compagnie déposera le bilan et sera liquidée en février 2003.
Jean-Charles Corbet est condamné le 25 septembre 2007 par le tribunal correctionnel de Paris à un an et demi de prison ferme et 3 millions d'euros de dommages et intérêts. Il est reconnu coupable de n'avoir consacré qu'une partie des 150 millions d'euros versés par Swissair au redressement d'Air Lib tandis que d'importants virements avaient été effectués vers diverses sociétés, dont sa propre holding Holco.
Au moment de la disparition d'Air Lib, Jacques Chirac annonce qu'il n'y aura pas de chômeurs à l'issue de la fermeture d'Air Lib. Air France ouvre alors son recrutement aux anciens d'Air Lib et en sélectionne un peu plus de la moitié.

## Destinations desservies
AOM a desservi depuis sa base d'Orly les destinations suivantes :
- En France métropolitaine :
  - Marseille (aéroport Marseille-Provence)
  - Nice (aéroport de Nice-Côte d'Azur)
  - Perpignan (aéroport de Perpignan-Rivesaltes)
  - Toulon (aéroport de Toulon-Hyères)
  - Toulouse (aéroport de Toulouse-Blagnac)
  - Montpellier  (aéroport de Montpellier-Méditerranée)
- En outre-mer français :
  - Cayenne (aéroport international Félix-Éboué)
  - Fort-de-France (aéroport international de Martinique-Aimé-Césaire)
  - Nouméa (aéroport international de Nouméa-La Tontouta)
  - Papeete (aéroport international de Tahiti-Faaa)
  - Pointe-à-Pitre (aéroport de Pointe-à-Pitre Le Raizet)
  - Saint-Denis (aéroport de La Réunion-Roland-Garros)
  - Saint-Martin (aéroport international Princesse-Juliana)
- À l'international :
  - Bangkok (aéroport international Don Muang)
  - Colombo (aéroport international Bandaranaike)
  - Genève (aéroport international de Genève)
  - La Havane (aéroport international José-Martí)
  - Lima et Quito via Cayenne
  - Los Angeles (aéroport international de Los Angeles)
  - Malé (aéroport international de Malé)
  - Nassau (aéroport international Lynden Pindling)
  - Punta Cana (aéroport international de Punta Cana)
  - Hô Chi Minh-Ville (aéroport international de Tân Sơn Nhất)
  - Sydney (aéroport Kingsford-Smith)
  - Tokyo (aéroport international de Narita)
  - Tripoli (aéroport international de Tripoli)
  - Varadero (Cuba) (aéroport Juan-Gualberto-Gómez)
  - Zurich (aéroport international de Zurich)
  - Tel Aviv-Jaffa

## Flotte
- 15 x Douglas DC10-30
- 12 x MD-83
- 2 x Airbus A340-200
- 2 x Airbus A340-300
- 3 x Boeing 737-500

### Galerie

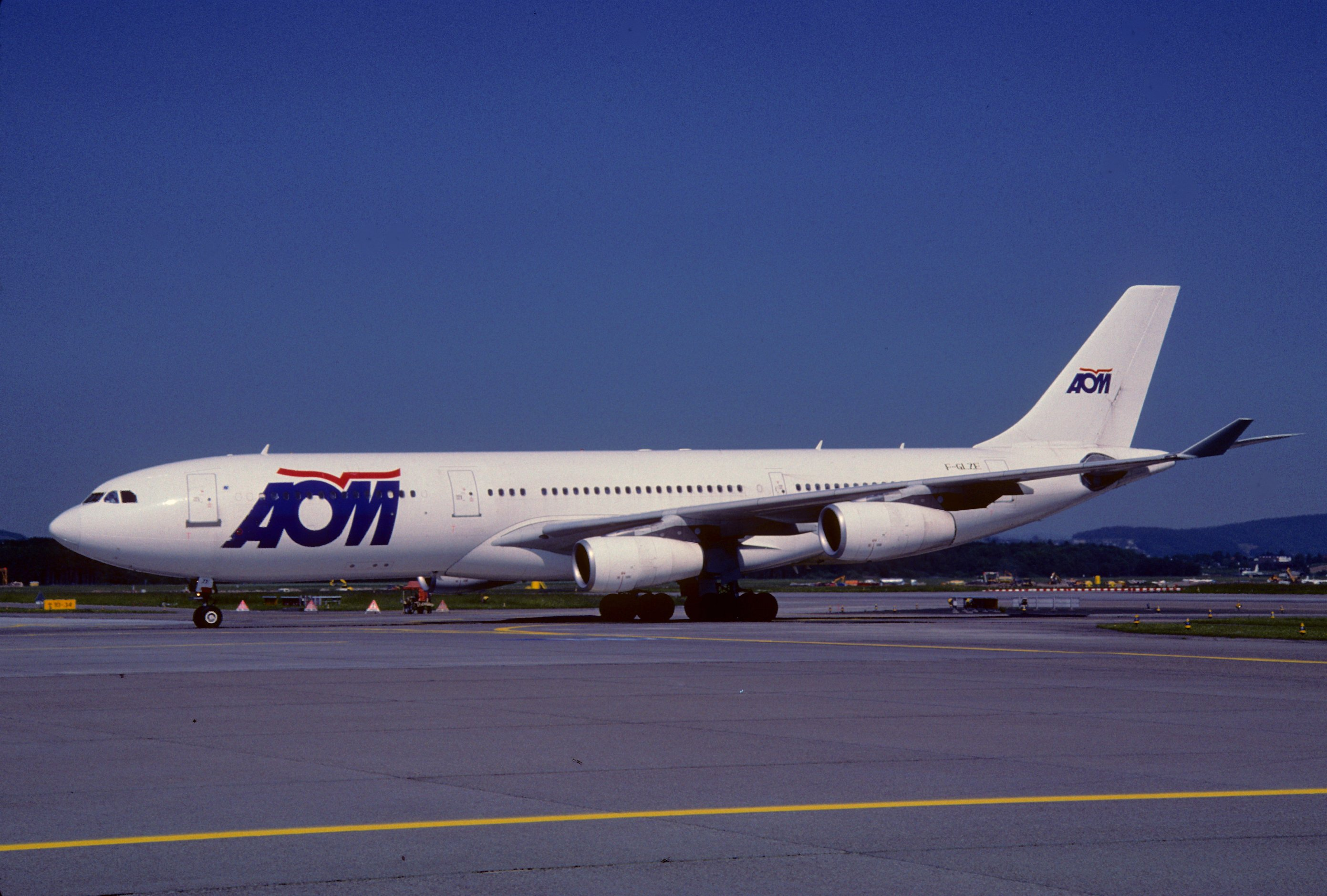
Airbus A340-200
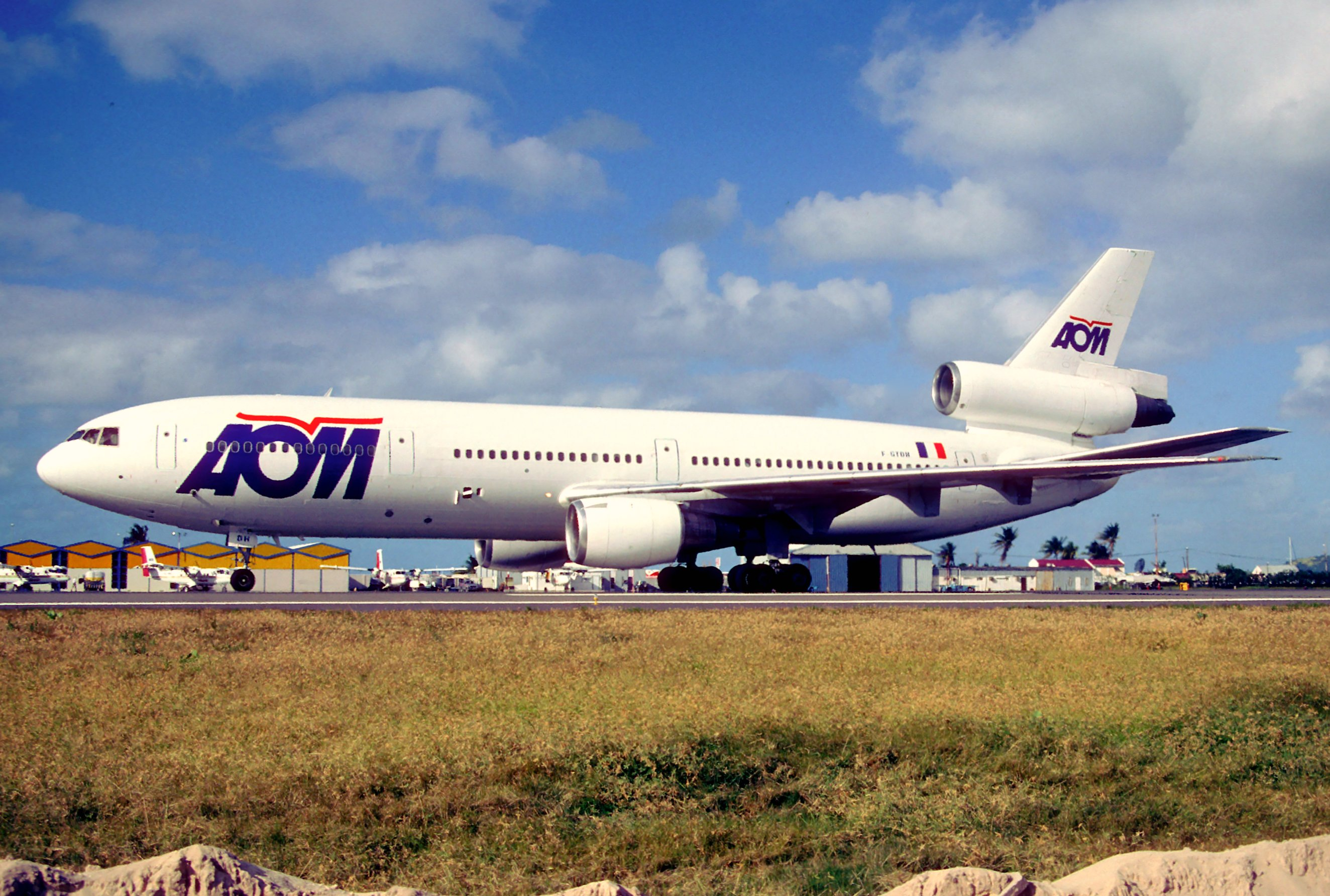
McDonnell Douglas DC10-30
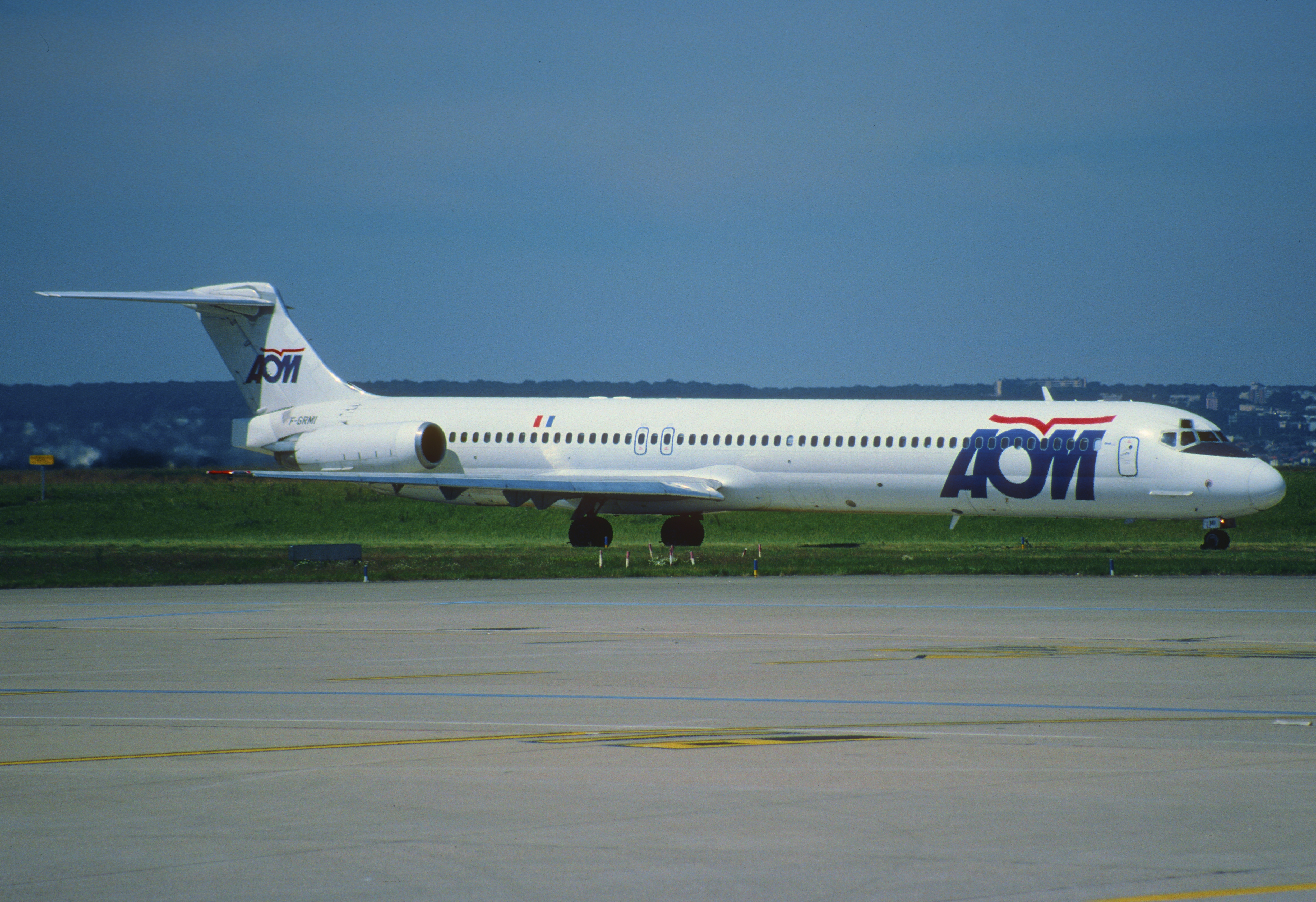
McDonnell Douglas MD-83
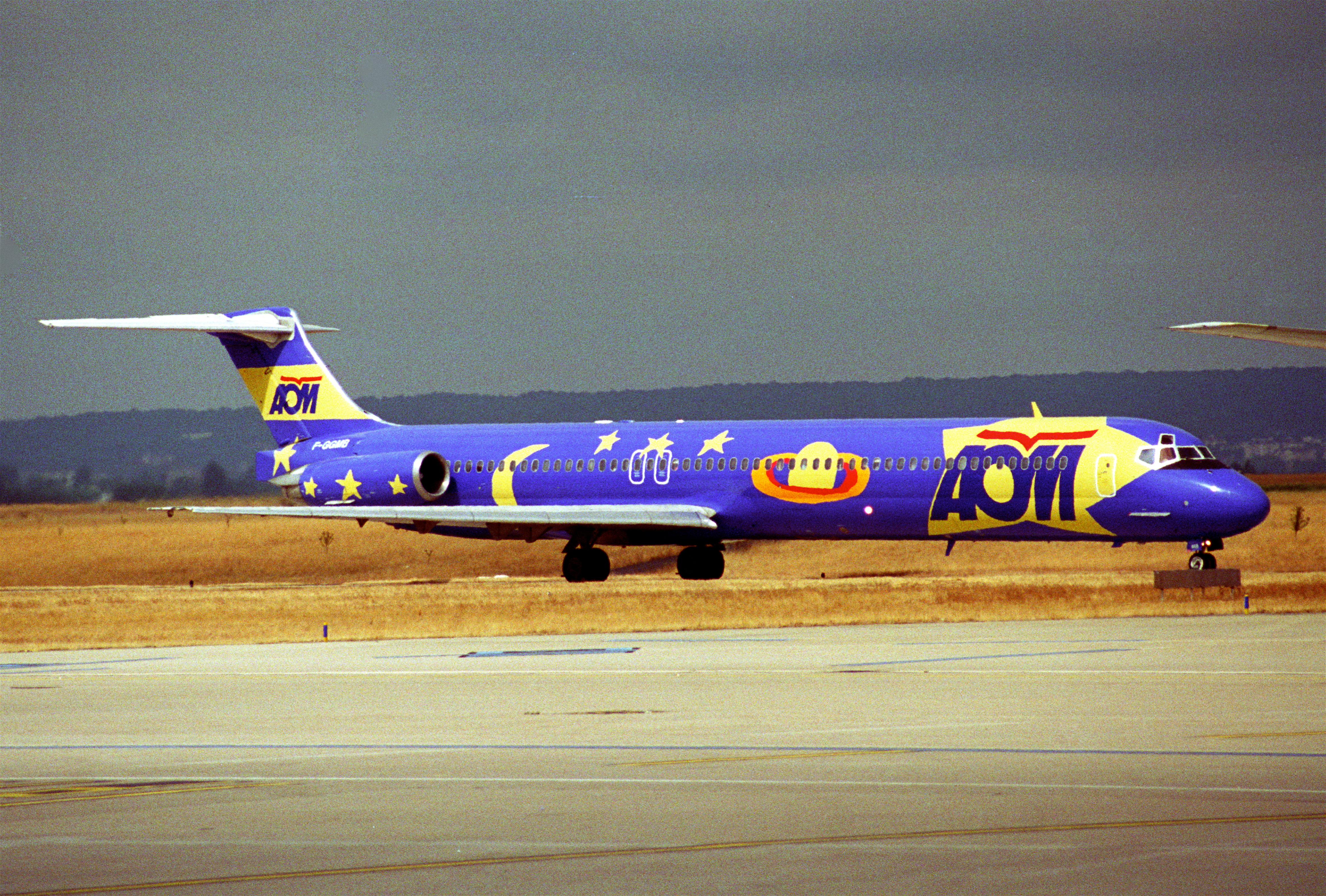
MD-83 repeint avec un dessin de la chanteuse Alizée
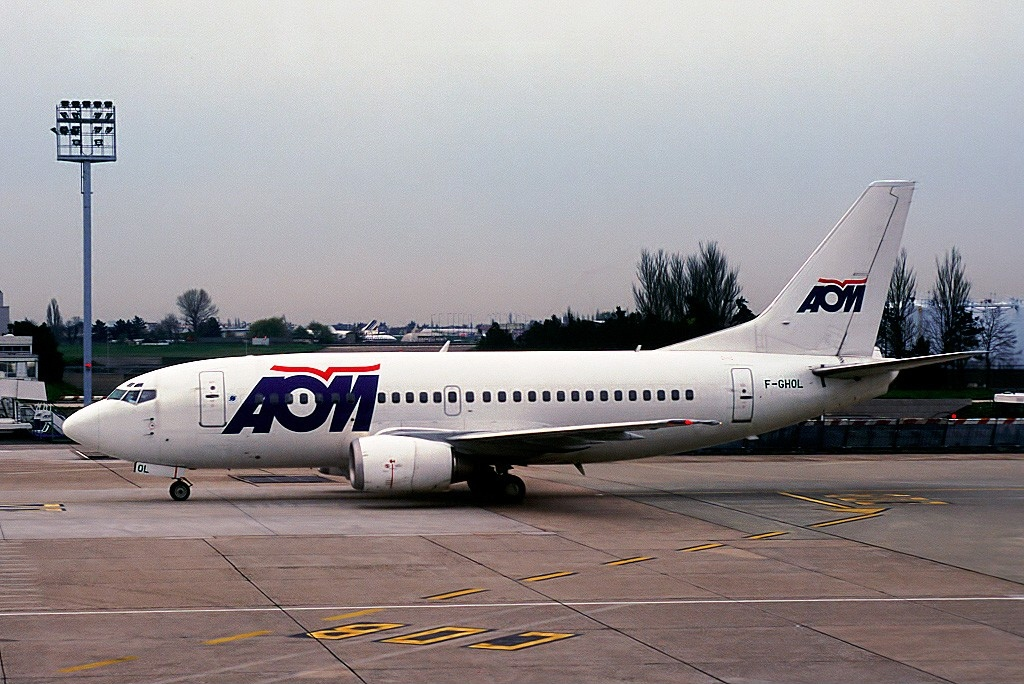
Boeing 737-500